# 번나라
번(樊)은 서주 및 춘추 시대 주나라의 제후국이다.

## 역사
《원화성찬(元和姓纂)》과 《통지(通志)·씨족략(氏族略)》 등에 따르면 주 선왕이 주 문왕의 왕자 우중(虞仲)의 후예 중산보를 번(樊, 현재의 산시성 시안시 창안구 동남쪽)에 봉하여 나라가 세워졌다. 중산보는 번성(樊姓)의 시조가 되었으며, 또한 그를 번중산보(樊仲山甫), 번중산(樊仲山), 번목중(樊穆仲)이라고도 칭한다. 춘추 시대에 양읍(陽邑, 현재의 허난성 지위안시)으로 나라를 옮겨 양번(陽樊)이라고 칭하기도 한다.

## 역대 군주
- 번 목중(樊穆仲)
- 번중 피(樊仲皮, ? ~ 기원전 635년)